# Список работ Сергея Федоровича Верховцева
Список работ Сергея Федоровича Верховцева — содержит перечень работ художника-скульптора, ювелирных дел мастера С. Ф. Верховцева.

## Работы, связанные с Императорской академией художеств
- 1862 — горельеф «Старик, просящий милостыню» (малая серебряная медаль АХ).

- 1863 — серебряная статуэтка «Давид, играющий на арфе» (малая серебряная медаль АХ).
- 1866 — серебряный барельеф «Утверждение Иоанна IV в сан царя».
- 1873 — серебряный барельеф «Греческие послы, подносящие царю Иоанну Васильевичу Грозному царский титул».

## Работы, представленные на выставках
На Всероссийской мануфактурной выставке в Санкт-Петербурге, в 1870 году, им были представлены: серебряные барельефы, серебряная группа, серебряная верхняя доска для Евангелия. Общая стоимость работ составила — 26.000 рублей.
- Экспонат "Ермак Тимофеевич", работы С. Ф. Верховцева. 1870 г.
- Экспонат "Граф Платов", работы С. Ф. Верховцева. 1870 г.

Серебряная группа выполнена в честь трехсотлетия Донского воинства, состояла из трех фигур — Ермака Тимофеевича, реки Иртыша и графа М. И. Платова. За неё ему была вручена серебряная медаль. Как писал сам Верховцев:
Это произведение несмотря на трудности, неразлучные с выполнением на серебре в небольшом относительно размере группы из трех фигур, мне удалось однако выполнить в том самом виде, как было первоначально задумано мною в отношении художественном и технической выделке, заключающей в себе высокую и тщательную чеканку на всех фигурах
В 1872 году делегация Войска Донского преподнесла группу императору Александру II и получила его одобрение, императором было высказано желание об экспонировании ее на академической выставке.

## Работы для храмов и монастырей Санкт-Петербурга

### Церковь Покрова Пресвятой Богородицы[К 2]при Царскосельском училище девиц духовного звания
22 октября (3 ноября) 1868 года училищу была подарена икона с ризой, выполненной мастером.

### Церковь Рождества Пресвятой Богородицы при Царскосельской гимназии
В 1872 годы выполнены три сосуда, весом 11 футов.

### Церковь Сретения Господня[К 2]на Волковском единовечерском кладбище
В 1872 году выполнена бронзовая сень, над престолом.

### Собор Преображения Господня
В 1873 году выполнен из орехового дерева резной аналой-киот за стеклом с серебряной доской для камня с горы Фавор, стоимостью 289 рублей серебром.

### Собор апостола Андрея Первозванного в Кронштадте[К 2]
В 1873 году выполнено облачение для главного престола собора, общим весом 2 пуда 26 фунтов 50 золотников и стоимостью 4.707 рублей 30 копеек. В основании престола, с западной стороны изображено Воскресение Христово. С южной — призвание святого апостола Андрея Первозванного. С восточной стороны изображены святые — Федор Студийский, священномученик Василий, Константина Смоленского и Ярославского чудотворца, преподобного Григория Печерского, великомученицы Ирины, преподобных Матроны и Марии Египетской. С северной стороны изображено моление Спасителя о чаше. На самом престоле, сверху, изображен антиминс в окружении святых — Льва, папы Римского, Дмитрия Прилуцкого, мученицы Параскевы и преподобного Назария.

### Церковь Происхождения Честных Древ Креста Господня — Всемилостивого Спаса[К 2], при Лесном институте
Пожертвована часть церковной утвари.

### Церковь Воздвижения честного и животворящего Креста Господня на Лиговке
В 1880 выполнена, под плащаницу, серебряная гробница.

### Церковь святителя Николая в Ямь-Ижоре[К 2]
24 марта (5 апреля) 1880 года выполнено Евангелие с украшениями, стоимостью 700 рублей.

### Церковь в честь Александра Невского в Аничковом дворце[К 2]
В 1883 году выполнен ремонт бронзового купола на церкви.

## Работы, которые хранятся в музеях

### Государственный музей истории Санкт-Петербурга
Подставка со скульптурой медведей.

### Государственный исторический музей
Крест наперсный. 1880—1890 гг.

### Музей Церковно-археологического кабинета
Оклад иконы «Почаевская». 1871 год.

## Работы для Почаевской лавры

### 1866—1876 гг.
В период с 1866 по 1876 года С. Ф. Верховцевым были выполнены сребропозлащенная рама для копии чудотворной иконы, в центре запрестольной киоты, с филигранными кружевами, с украшениями двух венцов и корон, нарукавников лучшими аквамаринами, жемчугом, рубинами, изумрудами. Камней общее количество — 1173. Также в этот период им сделана сребропозлащенная риза для иконы Богородицы в правом боковом киоте соборного храма. Стоимость ризы составила 1.340 рублей 29 копеек.

### Престол Успенского собора
11 (23) мая 1878 года, заключил контракт с Почаевской лаврой на создание нового престола с принадлежностями к нему и украшениями. Вес престола 362 фунта 23,5 золотника. Стоимость престола, с доставкой и установкой, составила 20.112 рублей 24 копейки.
Соответственно условию, заключительному в контракте, новый престол состоит из нижнего дубового престола с кипарисовой, соединенной с дубовой верхней доской, покрытой по сторонам четырьмя серебряными боковыми рельефными досками, 2 аршина шириной и 1 аршин 7 вершков высотой каждая, с такой же гладкой бронзовой доской наверху, и с толстыми французскими стеклами (0,25 вершка толщиной) по сторонам, которые служат футляром.
На всех четырех боковых досках размещены овальные посредине рельефы, окаймленные серебряной рамкой, матового цвета, декорированной разноцветными эмалевыми французскими стразами. По сторонам идут рельефные, в русском стиле, вычеканенные чрез огонь орнаменты, позолоченные во всей площади черным золотом, со стразами по углам. У каждого из четырех углов, при соединении боковых досок между собой, в перпендикуляре, поставлены четыре серебряных золоченных столба, на которых утверждается пятая серебряная доска поверху престола. К этой последней доске, в один уровень с ней, по горизонтальной линии, привинчены четыре серебряные полосы, по одной на каждой стороне, в 4,5 вершка шириной, которые покрывают собой бронзовый со стеклами футляр, окружающий престол на расстоянии 4 вершков от каждой боковой доски. Карнизы футляра, верхние и нижние, равно как и скрепления по углам в виде красивых столбов, крыты все золотом под огонь.
На рельефе, который обращен к Царским вратам, вычеканено Сошествие Святого Духа на апостолов. Посреди святых апостолов, в изящном золотом кресле древнего стиля, восседает Богоматерь с сложенными у груди крест на крест руками. Ее глаза подняты к небу. Над головой ее, золотой с эмалью голубого цвета венец или нимб, а над ним, сверху, золотое изображение огненного языка. Такие же венцы или нимбы, только золоченные без эмали, вместе с изображениями огненных языков, размещены над головами и прочих лиц, выгравированных на рельефе. По правую руку от Божией Матери апостол Матфей, а по левую — равноапостольная Мария Магдалина. Остальные апостолы восседают по бокам. У апостола Петра в руках золотая книга с надписью на верхней доске: «Бог». Вверху, над группой, гильошированное прекрасное сияние с рельефным, в центре, изображением Святого Духа, а внизу, под ногами апостолов, богатый ковер искусно подделанный под бронзовый цвет. На окаймляющей рельеф рамке вверху по синей эмали золотыми буквами надписано:
Сошествие Святого Духа
Рельеф с правой стороны изображает Крещение Господне. На первом плане картины Спаситель со сложенными накрест у персей руками. Ноги Христа Спасителя на половину до колен погружены в полу, изображённую блестящими серебряными, извилистыми волнами, напоминающими быстрое течение Иордана. На голове Спасителя эмалевый голубого цвета нимб или венец. Креститель Иоанн в золоченном венце на голове. В левой руке Иоанна Крестителя — обычный, длинный золотой крест с такой же вверху его лентой, содержащей надпись:
Святой агнец Божий, вземляй грехи мира
На Крестителе две одежды — одна, верхняя, белая в виде обычного восточного плаща, а другая, нижняя, из верблюжьего волоса, изображенные эмалью темно-коричневого цвета. По правую руку от спасителя три архангела: Михаил, Гавриил и Рафаил, с золотыми венцами на головах, в белых ризах. Над головой Спасителя Дух Святой в сиянии. Окружает картину пейзаж берега Иордана с одинокой палестинской пальмой и широколиственным финиковым деревом с разными другими растениями. По синей эмали на верху рамки рельефа надпись:
Богоявление Господне
На левой стороне изображено Преображение Господне. На вершине годы Фавор изображен стоящий, посреди облака, Спаситель в эмалевом венце голубого цвета с распростертыми руками. Возле него, справа, Илия, а налево Моисей с открытой хартией, на которой начертано:
Жив Господь Бог сил, Бог Израилев
Под горой апостол Иаков и Иоанн, Петр, который простирает руки ко Господу. Спаситель в гильошированном сиянии, а апостолы в золоченных венцах над головами. Надпись на рамках:
Преображение Господне
Четвертый боковой рельеф, обращенный к Горнему месту, изображает Воскресшего Господа в момент явления Его Марии Магдалине. Не рельефе изображен сад Иосифа Аримафейского с погребальной пещерой, в которой положено было тело Иисуса Христа. Справа изображена сияющая внутренность этой пещеры с двумя ангелами в ней в белых ризах, с золоченными на головах венцами, и держащими в руках победные, крытые зеленым золотом, пальмовые ветви. Сам Спаситель, с эмалевым голубого цвета нимбом на голове, стоит в центре картины, обращенный лицом к Марии Магдалине. Мироносица, с золоченным венцом на голове, поставила на земле символ своего звания — золотой алавастр и простирает руки ко Господу. В ответ на это, Спаситель простирает над ней правую руку. Вокруг пейзаж, представляющий часть Иерусалима; отсюда налево Голгофа с тремя пустыми крестами, искусно эмалированными под стальной цвет. Над всем этим, несколько отчеканенных деревьев с кустами богатой восточной зелени, выходящей из земли и покрывающей пещеру и другие места. Надпись, по эмали, на рамках:
Явление Спасителя Марии Магдалине
На верхних карнизах всех четырех боковых досок престола кругом, начиная от первой, что против Царских врат, с рельефом сошествия Святого Духа, идет вычеканенная по серебру надпись:
Сия напрестольная одежда устроена в царствование благочестивейшего государя императора Александра Николаевича, самодержца всероссийского, по архипастырскому благословению преосвященнейшего Димитрия, архиепископа Волынского и Житомирского, священноархимандрита Почаевской лавры, при наместнике архимандрите Иоанне, членах духовного собора и братии лавры, 19-го февраля 1880 года. Серебра в оной 84-й пробы весу 362 фунта 23,5 золотника.
Другая надпись на карнизе задней доски, которая с рельефом явления Спасителя Марии Магдалине, внизу гласит следующее:
Работа означенной одежды произведена двора Его императорского величества фабрикантом серебряных и бронзовых изделий, классным художником и почетным вольным общником С. Ф. Верховцевым в С.-Петербурге; Троицкий переулок, собственный дом, №18.
На верхней доске нет рельефов. Она представляет прекрасно выгравированный по серебряному полю антиминс, 2 аршина в квадрате. На нем изображен Спаситель, снятый со креста, которого полагают во гроб собственными руками Иосиф и Никодим. Над Божественным телом, ближе к голове, плачущая и припадающая Богоматерь с апостолом Иоанном, мироносицами, а повыше с боков, как бы спускаются с небес, ангелы, по три с каждой стороны, смиренно сложившие руки над почившим Господом. Вся группа венчается большим крестом. Над всем этим другая надпись, объясняющая смысл картины:
Се агнец Божий, вземляй грехи мира
По краям картины обведена изящной рамкой из широких штрихованных полос в строго русском стиле, образующей по углам четыре особых обвода, в которых, применительно к антиминсу, выгравированы 4 евангелиста с их обычными символами. В соответствие тому на антиминсе, по сторонам картины направо и налево, в свободных местах, выгравированы орудия страстей Христовых, а наверху, в таком же свободном месте, следующая надпись:
Сей антиминс, си есть трапеза священная на приношение жертвы в Божественной литургии, освятися благодатию Пресвятого Духа; сего ради преподается власть священодействовати на нем во храм
Параллельно этому внизу надпись, объясняющая историческое значение престола:
В память совершившегося двадцатипятилетия благотворного царствования возлюбленного монарха благочестивейшего государя императора Александра II, царя благодетеля Почаевской лавры, 1855 – 19 февраля – 1880 года. По благословению Святейшего правительствующего всероссийского Синода.
Крайние полосы, привинченные к верхней доске для покрытия футляра, декорированы, гравированными в русском стиле, орнаментами и цветными узорами, как и сама доска.
В 1880 году перезолотил безвозмездно, по случаю создания нового серебряного престола, дарохранительницу в виде Исаакиевского собора из фражетовского серебра, которая стояла на этом престоле.

### Ковчег над стопой Богоматери
В 1881 году Почаевская лавра заключила контракт с мастером, чтобы он устроил киот из бронзы, позолоченный с горельефным образом явления Божией Матери на скале Почаевской. Киот, по условию контракта, устроен за 10.000 рублей с доставкой и установкой. Под киотом бронзовая, золоченная с желтыми стеклами трапеза, над самой стопой Богоматери. Вся конструкция была устроена только к осени 1883 года. Общая мера трапезы с образом и киотом в высоту до основания креста 5 аршин 8 вершков, ширина 3 аршина 7 вершков. К киоту приделаны две бронзовые золоченные чаши для святой воды, ковшики для питья. Вокруг изображения «Явление Божией Матери», над стопой, имеются изображения, которые относятся к истории стопы и чудотворной иконы Божией Матери «Почаевская».

## Работы для Владимирской церкви в Вологде
В 1869 году выполнен оклад Евангелия общим весом 8 фунтов 60 золотников.

## Иконостас Благовещенского собора в Воронеже
В конце второй половины XIX века им были изготовлены бронзовые базы и капители для иконостаса собора, находившегося на территории Митрофанова монастыря.

## Блюдо с солонкой, Петербургского купеческого общества
11 (23) января 1874 года было вручено блюдо с солонкой, из золота, по случаю бракосочетания дочери Александра II, великой княжны Марии, и принца Альфреда герцога Эдинбургского, второго сына королевы Виктории. Оба предмета выполнены мастером по рисунку архитектора Иполлита Монигетти, по заказу Санкт-Петербургского купеческого общества. На создание всех предметов, с футлярами для них, ушло 14 фунтов золота.
Блюдо имеет выдающиеся у круга вырезы, диаметр составляет 12 вершков (по дну — 8 вершков). На гладких полях выполнены чеканкой изящные узорчатые, рельефные, ажурные украшения. Тут же помещены четыре герба с украшением цветной эмалью:
- Дома Романовых, вверху
- Санкт-Петербурга, внизу
- Общегосударственные, справа и слева

Между гербами находятся эмалированные розетки в виде груды камней. В углублении блюда расположены 4 больших медальона на фоне из синей эмали. На медальонах изображены эмблемы торговли и промышленности с их атрибутами, морской торговли, фабричного производства, коммерческого флота. Между медальонами на четырех дощечках расположена надпись:
Усердное приношение от С.-Петербургского купеческого общества
В центре блюда вензеля букв «А» и «М», вокруг них весь центральный круг охвачен лавровым эмалевым венком. Под вензелями развивающаяся лента из светло-голубой эмали с надписью даты вручения.
Футляры отделаны снаружи голубым бархатом, а внутри былым атласом. На лицевой стороне футляров надпись большими буквами из золота:
От С.-Петербургского купеческого общества

## Работы для Богоявленского монастыря в Угличе
В 1871 году в монастырь был пожертвована сень над плащаницей, работы мастера.

## Работы для Вознесенского собора в Кашине
В 1872 году выполнена риза для иконы Анны Кашинской.

## Работы для Борисоглебского монастыря в Торжке

### Рака Ефрема Новоторжского
В 1874 году была выполнена рака с сенью для мощей святого, стоимостью 20 000 рублей. С восточной стороны раки написан тропарь святому. В южной стороне изображено последнее наставление братии монастыря перед смертью. На данной стороне изображено 16 фигур, в том числе Аркадий Новоторжский с главой Георгия на блюде, брата святого Ефрема. В северной стороне раки изображено обретение мощей святого. На данной стороне изображено 11 фигур молящихся перед открытым гробом святого. В западной стороне изображено чудо 1709 года на реке Тверце. Одна из фигур стоит обращенной в сторону монастыря, с распростертыми руками, над которым изображен святой. Вверху раки изображен сам святой в схиме в полный рост.
Вокруг верхней части раки имелась надпись:
устроена сия гробница с сенью в царствование благочестивейшего государя императора Александра Николаевича, самодержца всероссийского по благословению высокопреосвятейшего Филофея, Apxиeпископа Тверского и Кашинскаго, при настоятеле архимандрите Антоние
На нижней части раки имелась надпись:
усердием и иждивением Новоторжских куицов и потомственных почетных граждан Василия, Акима и Николая Карповичей Штанковских, в лето от Рождества Христова 1874

### Престол Борисоглебского собора
Выполнен в 1876 году из серебра 84 пробы, стоимостью около 15 000 рублей. На престоле имелись рельефы 4 колонн, 12 карнизов и четырех изображений со всех сторон, а также был местами позлащен. Сверху весь был покрыт зеркальными стеклами. Все престола составлял 232 фунта 62 золотника.

## Рака для мощей преподобного Павла Обнорского
В 1878 году, в конце ноября, стараниями игумена Иосафа, выполнена и доставлена в монастырь новая серебряная рака в стиле «рококо». Вес раки составил 5 пудов 15 фунтов 43 золотника. Длина раки составила 3 аршина, ширина и высота — 1 аршин. Стоимость раки — 9.000 рублей. На крышке раки имелось чеканное позолоченное изображение преподобного. По сторонам раки изображены — посещение мирянами преподобного в пустыне, встреча митрополита Фотия с преподобным, где Фотий дарит ему свою одежду и вклад для постройки монастыря, передача управления обителью преподобным своему ученику Алексею, благословление братии преподобным и поучение ее. Изнутри рака обита малиновым бархатом. В 1909 году рака была утрачена, после пожара в монастыре. Сохранились только фрагменты раки — лик преподобного и его рука.

## Рака для мощей Мстислава Храброго
В августе 1879 года была выполнена новая рака для мощей Мстислава Ростиславовича, которая находилась в Софийском соборе (придел Рождества Богородицы) в Новгороде. С правой стороны раки изображено его приглашение на престол Новгородский, на противоположной стороне — подвиг осады Вышгорода. В голове изображено причащение князя, а в ногах — его перенесения в храм, для причащения.
Новая рака установлена в соборе 7 (19) сентября 1879 года, когда состоялось переложение мощей князя, епископом Старорусским Варсонофием (Охотин).

## Проект новой раки с сенью для мощей Нила Столобенского
В 1879 году С. Ф. Верховцевым был составлен рисунок и смета для создания раки с сенью на средства жертвователя пустыни С. Д. Воронина, друга отца мастера. Впоследствии проект отвергли, из-за большой стоимости — более 100.000 рублей.

## Работы для Георгиевской церкви в Торжке
В 1880 году была выполнена риза для иконы Спасителя.

## Панагия для архиепископа Саввы
9 (21) февраля 1881 года, при встрече, С. Ф. Верховцев преподнес архиепископу серебряную золоченную панагию с цепочкой. Она была украшена драгоценными камнями, в том числе рубинами. На панагии имелось рельефное изображение Божией Матери.

## Канделябр-подсвечник для гробницы князя Пожарского
В 1883 году выполнен канделябр для неугасимой лампады на могиле князя.

## Работы за рубежом

### Вознесенский Ново-Нямецкий монастырь
26 мая (7 июня) 1870 года заключил контракт на изготовление иконостаса и икон в византийском стиле, для Вознесенского собора. В августе 1871 года иконостас, иконы, киоты и кресты, заказанные Сергею Верховцеву, переданы в монастырь. Общая сумма контракта составила 24.252 рубля. Также осуществлял руководство работами по установке креста на главный купол собора.

### Украина

#### Днепропетровская область
14 (26) июня 1875 года храму Вознесения Господня, села Вознесенское, была передана икона Евсевия Самосатского. Икона выполнена на медной доске с серебряной ризой 84 пробы. На иконе имелись платиновые надписи в технике финифть.
В 1879 году храму Рождества Богородицы в селе Конских был выполнен оклад Евангелия из золота, ценой 66 рублей.

#### Житомирская область
Пожертвован иконостас для церкви в селе Приветов, с вкладами на общую сумму 1500 рублей под проценты. Дополнительно было пожертвовано 400 рублей на строительство самого здания храма.

### Скидель
В марте 1875 года для церкви в честь Покрова Богородицы была заказана дарохранительница.

### Польша
В 1880 году была выполнена риза для списка иконы Ченстоховской в храме Кирилла и Мефодия Словенских в Ченстохове.

## Комментарии
1. ↑  в виде старца
2. 1 2 3 4 5 6  утрачен